# Daman (district)
Pour les articles homonymes, voir Daman.
Daman est un district situé dans le centre de la province de Kandahâr en Afghanistan. 
Les districts contigus sont Panjwai et Kandahâr à l'ouest, Shah Wali Kot au nord, Arghistan et Spin Boldak à l'est ainsi que Reg au sud. La province de Zabol est également contigüe au nord-est. Le district a une population de 30 700 habitants (2006). Son centre administratif est le village de Daman situé au centre du district. L'aéroport international de Kandahar est également situé dans la partie centrale du district au sud-ouest de Daman.

## Crédit d'auteurs
- (en) Cet article est partiellement ou en totalité issu de l’article de Wikipédia en anglais intitulé « Daman District, Afghanistan » (voir la liste des auteurs).